# Manden i mit liv
Manden i mit liv er en romantisk komediedramafilm fra 1998, som er baseret på bogen af samme navn af Stephen McCauley. Hovedpersonen Nina spilles af Jennifer Aniston, og den homoseksuelle bofælle George spilles af Paul Rudd.  

## Handling
Filmen starter med, at den homoseksuelle skolelærer George Hanson (Paul Rudd) og socialrådgiver Nina Borowski (Jennifer Aniston) er til middag hos Ninas søster Constance (Allison Janney). Constance prøver, at smede Nina sammen med en charmende kreativ direktør Stephen Saint, men Nina gider ham ikke, da hun allerede har en kæreste, Vince McBride (John Pankow), som er en fattig retshjælpsadvokat, men hendes søster synes ikke, at han er en ordentlig kæreste. Nina og George kommer i snak og Nina fortæller George, at hun har hørt fra Joley, at de har slået op. Men dette har George ikke hørt noget om og efter at have konfronteret Joley, ender det med, at han flytter ind til Nina i en lille lejlighed i Brooklyn, indtil han finder sit eget. Nina bor nemlig alene, selvom hendes kæreste Vince flere gange har spurgt, om de ikke skulle flytte sammen. George bliver dog boende hos Nina. 
Forholdet mellem Nina og George går rigtig godt, indtil Nina opdager, at hun er gravid. Hun spørger efterfølgende George, om han vil være med til at opdrage hendes barn, men uden Vince. George svarer ikke på spørgsmålet og Nina tager det som et nej. Og da Nina ikke vil være alene om barnet, så derfor flytter hun ind hos Vince.  
Men en dag til en udstilling på Georges skole, hvor Nina og Vince kommer, bryder Nina sammen og fortæller, at hun ikke kan holde Vince ud. George forstår hende og siger, ja til at hjælpe hende med barnet. Det udløser dog et større skænderi, da Vince finder ud af, hvad de har tænkt sig, og Vince ender med at sige, at han ikke vil se hverken Nina eller deres fælles barn. 
Nina og George begynder derefter sammen at gøre klar til barnet, men nu opdager Nina, at hun har følelser for George. 
En dag ringer Georges ekskæreste Joley, der siger, at han savner George, og derefter inviterer ham på weekendtur.  men nu kommer Georges ekskæreste Joley tilbage og siger, at han savner George. Det ender med at George tager på weekend med Joley og Nina tager med sin søster i sommerhus. 
På weekendturen møder George og Joley den homoseksuelle Dr. Rodney Fraser og hans homoseksuelle unge studerende bofælle Paul James. Tingene mellem George og studenten Paul udvikler sig, mens Nina føler sig svigtet, fordi George glemte at ringe til hende, som han ellers havde lovet. Efter at have snakket med George, overtaler Nina ham til at tage hjem, fordi hun ikke kan holde ud at være hos sin søster. På vej hjem, møder hun den flinke politibetjent Louis, som gerne vil lære Nina bedre at kende, men da han ser George sidde og vente på Nina hjemme foran døren, dropper han det.
Efter weekendturen, flytter George nærmest ind hos Paul og Rodney og glemmer lidt Nina. Nina derimod, ringer til Vince og beder ham at være med til det med barnet. Al dette skaber næsten kun mere afstand. Det hele kulminerer til Georges heteroseksuelle lillebror Franks bryllup, hvor Nina fortæller George, om hendes følelser for ham og da George ikke gengælder hendes følelser, bliver Nina meget ked af det, men de når ikke så langt, da Ninas vand går og de styrter til hospitalet, hvor Nina føder en lille pige, der bliver kaldt Molly McBride Borowski. På hospitalet beder Nina, George om at flytte ud, inden Nina kommer hjem fra hospitalet. 
Nogle år senere, er man til skoleforestilling på George og Mollys skole, hvor Molly optræder for sin mor, sin mors kæreste Louis, Georges kæreste Paul, Rodney, Vince og Ninas søster og mand. Det ender med, at man ser Nina, Molly og George gå ned af fortovet i Brooklyn, mens Molly fortæller om, hvor heldig hun er, over at have så mange, der kan besøge hende. Man får det indtryk af, at selvom Nina og George ikke bor sammen længere, stadig er tæt knyttet.

## Medvirkende
- Jennifer Aniston som Nina Borowski
- Paul Rudd som George Hanson
- John Pankow som Vince McBride
- Alan Alda som Sidney Miller
- Allison Janney som Constance Miller
- Tim Daly som Dr. Robert Joley
- Nigel Hawthorne som Rodney Fraser

## Awards og nomineringer
GLAAD Media Awards
- 1999: Nomineret: "Outstanding Film (Wide Release)"

London Critics Circle Film Awards
- 1999: Vandt: "ALFS Award British Supporting Actor of the Year" – Nigel Hawthorne